# مرفق اختبار كاواي

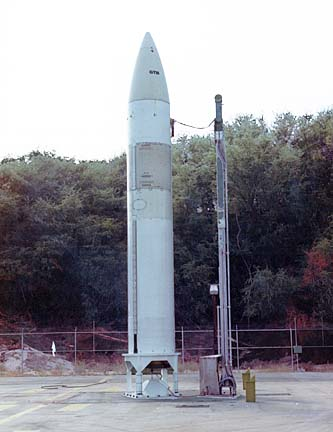
صواريخ STARS في حقل تجارب كاواي

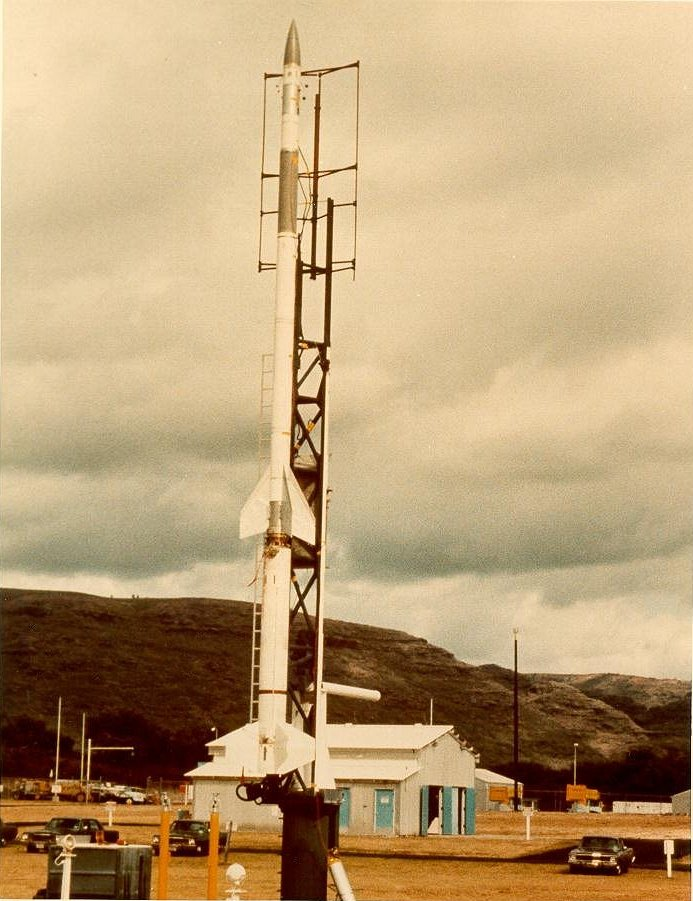
صاروخ Terrier Sandhawk في حقل تجارب كاواي

مرفق اختبار كاواي، بالإنجليزية Kauai Test Facility أو Pacific Missile Range Facility هو مرفق لاختبار الصواريخ في جزيرة كاواي بالإضافة إلى مطار عسكري في هاواي في الصحراء الغربية الأمريكية. يُطلق على المرفق اسم (Barking Sands) في منطقة غير مأهولة في صحراء ساحلية.
بجانب الكثير من صواريخ التجارب، هناك أنواع من الصواريخ مثل Strypi، STARS و Aries التي تم تشغيلها وتجريبها هناك. خاصة صوريخ STARS و Aries تستخدم في مجال الدرع الصاروخية. إلى الآن تم عمل طيران شبه مداري (suborbital flights)، وهناك خطط لتسيير رحلات مدارية صغيرة ابتداء من العام 2016 باستخدام صواريخ Super-Stypi.